# Temporada 1976-77 de los Denver Nuggets
La temporada 1976-77 fue la primera de los Denver Nuggets en la NBA, tras la fusión de la liga con la ABA, donde había jugado nueve temporadas. La temporada regular acabó con 44 victorias y 38 derrotas, ocupando el segundo puesto de la conferencia Oeste, clasificándose para los playoffs, en los que cayeron en semifinales de confencia ante los que finalmente se proclamarían campeones, los Portland Trail Blazers.

## Elecciones en elDraft
A ninguno de los equipos procedentes de la ABA les fue permitido participar en el Draft de la NBA.

## Temporada regular
| División Medio Oeste | División Medio Oeste | División Medio Oeste | División Medio Oeste | División Medio Oeste | División Medio Oeste | División Medio Oeste | División Medio Oeste | División Medio Oeste |
| Equipo               | G                    | P                    | %                    | PD                   | Casa                 | Fuera                | Div                  |                      |
| -------------------- | -------------------- | -------------------- | -------------------- | -------------------- | -------------------- | -------------------- | -------------------- | -------------------- |
| y-Denver Nuggets     | 50                   | 32                   | .610                 | –                    | 36–5                 | 14–27                | 15–5                 |                      |
| x-Detroit Pistons    | 44                   | 38                   | .537                 | 6                    | 30–11                | 14–27                | 12–8                 |                      |
| x-Chicago Bulls      | 44                   | 38                   | .537                 | 6                    | 31-10                | 13-28                | 10–10                |                      |
| Kansas City Kings    | 40                   | 42                   | .488                 | 10                   | 28–13                | 12–29                | 7–13                 |                      |
| Indiana Pacers       | 36                   | 46                   | .439                 | 14                   | 25–16                | 11–30                | 9–11                 |                      |
| Milwaukee Bucks      | 30                   | 52                   | .366                 | 20                   | 24–17                | 6–35                 | 7–13                 |                      |

## Playoffs

### Semifinales de Conferencia
Denver Nuggets vs. Portland Trail Blazers 
| Fecha       | Partido                                        | Ciudad   |
| ----------- | ---------------------------------------------- | -------- |
| 20 de abril | Denver Nuggets 100, Portland Trail Blazers 101 | Denver   |
| 22 de abril | Denver Nuggets 121, Portland Trail Blazers 110 | Denver   |
| 24 de abril | Portland Trail Blazers 110, Denver Nuggets 106 | Portland |
| 26 de abril | Portland Trail Blazers 105, Denver Nuggets 96  | Portland |
| 1 de mayo   | Denver Nuggets 114, Portland Trail Blazers 105 | Denver   |
| 2 de mayo   | Portland Trail Blazers 108, Denver Nuggets 92  | Portland |
|             | Portland Trail Blazers gana las series 4-2     |          |

## Estadísticas
| Rk | Jugador        | Edad | P  | PT | MP   | TC   | TCI  | %TC  | TL  | TLI | %TL  | RO  | RD  | RT  | AS  | RB  | TAP | BP | FP  | PTS  |
| -- | -------------- | ---- | -- | -- | ---- | ---- | ---- | ---- | --- | --- | ---- | --- | --- | --- | --- | --- | --- | -- | --- | ---- |
| 1  | David Thompson | 22   | 82 |    | 36.6 | 10.0 | 19.8 | .507 | 5.8 | 7.6 | .766 | 1.7 | 2.4 | 4.1 | 4.1 | 1.4 | 0.6 |    | 2.9 | 25.9 |
| 2  | Dan Issel      | 28   | 79 |    | 31.7 | 8.4  | 16.2 | .515 | 5.6 | 7.1 | .797 | 2.7 | 6.1 | 8.8 | 2.2 | 1.2 | 0.4 |    | 3.1 | 22.3 |
| 3  | Bobby Jones    | 25   | 82 |    | 29.5 | 6.1  | 10.7 | .570 | 2.9 | 4.0 | .717 | 2.1 | 6.1 | 8.3 | 3.2 | 2.3 | 2.0 |    | 2.9 | 15.1 |
| 4  | Ted McClain    | 30   | 72 |    | 27.8 | 3.4  | 7.7  | .445 | 1.4 | 1.8 | .744 | 0.7 | 2.5 | 3.2 | 4.5 | 1.5 | 0.2 |    | 3.5 | 8.2  |
| 5  | Jim Price      | 27   | 55 |    | 25.2 | 3.4  | 7.7  | .445 | 1.1 | 1.3 | .797 | 0.7 | 2.6 | 3.3 | 3.8 | 1.7 | 0.3 |    | 3.3 | 7.9  |
| 6  | Paul Silas     | 33   | 81 |    | 24.2 | 2.5  | 7.1  | .360 | 2.1 | 3.1 | .667 | 2.9 | 4.6 | 7.5 | 1.6 | 0.7 | 0.3 |    | 2.3 | 7.2  |
| 7  | Mack Calvin    | 29   | 29 |    | 21.6 | 3.4  | 7.8  | .444 | 4.2 | 5.0 | .854 | 0.7 | 1.0 | 1.7 | 4.0 | 0.9 | 0.0 |    | 1.8 | 11.1 |
| 8  | Fatty Taylor   | 30   | 79 |    | 19.6 | 1.7  | 4.0  | .420 | 0.5 | 0.8 | .569 | 1.1 | 1.5 | 2.7 | 3.6 | 1.7 | 0.1 |    | 2.6 | 3.8  |
| 9  | Gus Gerard     | 23   | 24 |    | 19.0 | 4.2  | 8.8  | .481 | 1.6 | 2.3 | .679 | 1.6 | 2.6 | 4.2 | 2.0 | 0.9 | 1.3 |    | 3.0 | 10.0 |
| 10 | Willie Wise    | 29   | 75 |    | 18.7 | 3.2  | 6.8  | .462 | 1.9 | 2.9 | .651 | 1.0 | 2.4 | 3.4 | 1.9 | 0.8 | 0.2 |    | 2.4 | 8.2  |
| 11 | Marvin Webster | 24   | 80 |    | 16.0 | 2.5  | 5.0  | .495 | 1.8 | 2.8 | .650 | 1.9 | 4.2 | 6.1 | 0.8 | 0.3 | 1.5 |    | 1.9 | 6.7  |
| 12 | Chuck Williams | 30   | 21 |    | 14.8 | 1.7  | 4.4  | .376 | 1.4 | 1.9 | .769 | 0.4 | 1.2 | 1.6 | 2.1 | 0.4 | 0.0 |    | 1.2 | 4.8  |
| 13 | Byron Beck     | 32   | 53 |    | 9.1  | 2.0  | 4.6  | .435 | 0.7 | 0.8 | .818 | 0.8 | 1.0 | 1.8 | 0.6 | 0.3 | 0.0 |    | 1.1 | 4.7  |
| 14 | Monte Towe     | 23   | 51 |    | 8.0  | 1.1  | 2.7  | .406 | 0.4 | 0.5 | .720 | 0.2 | 0.5 | 0.7 | 1.7 | 0.3 | 0.0 |    | 1.2 | 2.5  |

## Galardones y récords
| Jugador        | Galardón                                    |
| David Thompson | Mejor quinteto de la NBA All-Star           |
| Bobby Jones    | Mejor quinteto defensivo de la NBA All-Star |